# 高田せい子
高田 せい子（たかた せいこ、1895年（明治28年）9月13日 - 1977年（昭和52年）3月19日）は、日本の舞踊家である。旧芸名は原 せい子（はら-）、本名は中村 せい（なかむら-、旧姓澤野）。夫の舞踊家・高田雅夫と行動をともにし、「浅草オペラ」の時代（1917年 - 1923年）に活躍し、夫の早世後も、創作舞踊を発表しつづけた。

## 人物・来歴
1895年（明治28年）9月13日、石川県金沢市に生まれる。旧姓名は澤野 せい（さわの-）。
高等女学校卒業後、上京。1912年（明治45年）4月、東京音楽学校（現在の東京藝術大学音楽学部）予科に入学し、本科器楽部ピアノ専攻に進学した。同学を中退後、麹町区内幸町の帝国劇場で歌劇部のオペラ指導者のローシーに学んだ。同部は1916年（大正5年）に解散になり、ローシーが10月に赤坂・ローヤル館を開業し、オペラ興行を行った。原せい子は、高田雅夫らとともにこれに参加した。芸名の原姓は、原信子にちなむ。
1918年（大正7年）、23歳を迎える年に、同い年の高田雅夫と結婚、以降、高田せい子を芸名とした。ローヤル館は、1919年（大正8年）2月には解散となる。ローシーは渡米、同年5月、松竹が浅草公園六区の浅草オペラに参入し、「新星歌舞劇団」を結成した。高田夫妻はこれに参加する。1920年（大正9年）8月、根岸興行部三代目の根岸吉之助が、「新星歌舞劇団」から、高田夫妻、清水金太郎・清水静子夫妻、田谷力三、堀田金星らローヤル館出身者を引き抜き、「根岸大歌劇団」を結成した。同年10月11日に根岸が経営する「金龍館」で旗揚げ公演を行った。金龍館と同歌劇団を中心に、浅草オペラは花ひらいた。
その絶頂期である1922年（大正11年）、夫とともにヨーロッパ諸国、アメリカ合衆国へと発ち、その各地で舞踊を研究した。1923年（大正12年）9月1日、日本は関東大震災に見舞われ、首都は壊滅、浅草六区も崩壊し、浅草オペラは終焉に向かったが、高田夫妻は翌1924年（大正13年）に帰国、同年、高田舞踊研究所を開いた。
1929年（昭和4年）5月24日、満33歳で夫の高田雅夫が死去した。夫の没後も創作舞踊を発表しつづけた。1932年（昭和7年）から1941年（昭和16年）まで、二階堂トクヨの日本女子体育専門学校（現・日本女子体育大学）で西洋舞踊を指導した。
1939年（昭和14年）10月、朝鮮藝術賞の舞踊部門の審査員に石井漠とともに名を連ねる。またこのころ、石井の弟子の舞踊家・崔承喜と人気を競った。
1945年（昭和20年）8月15日に第二次世界大戦は終結、戦後は高田門下の山田五郎とともに高田・山田舞踊団を主宰した。1950年（昭和25年）、現代美術自選代表作十五人展が開かれた際、児島善三郎が描いた旧作洋画『スペイン装の高田せい子女史』（制作年不詳）が出品された。
1959年（昭和34年）、全日本芸術舞踊協会（現在の現代舞踊協会）を結成、会長に就任した。同年、紫綬褒章を受章、1970年（昭和45年）には勲四等宝冠章を受章した。江口隆哉、平岡斗南夫、小沢恂子、安藤哲子、三輝容子ら多くの舞踊家を育てた。
1976年（昭和51年）、現代舞踊協会の会長を退き名誉会長となった1年後、1977年（昭和52年）3月19日、死去した。満81歳没。墓所は多磨霊園(5-1-14-51)